# Ansaldo SVA

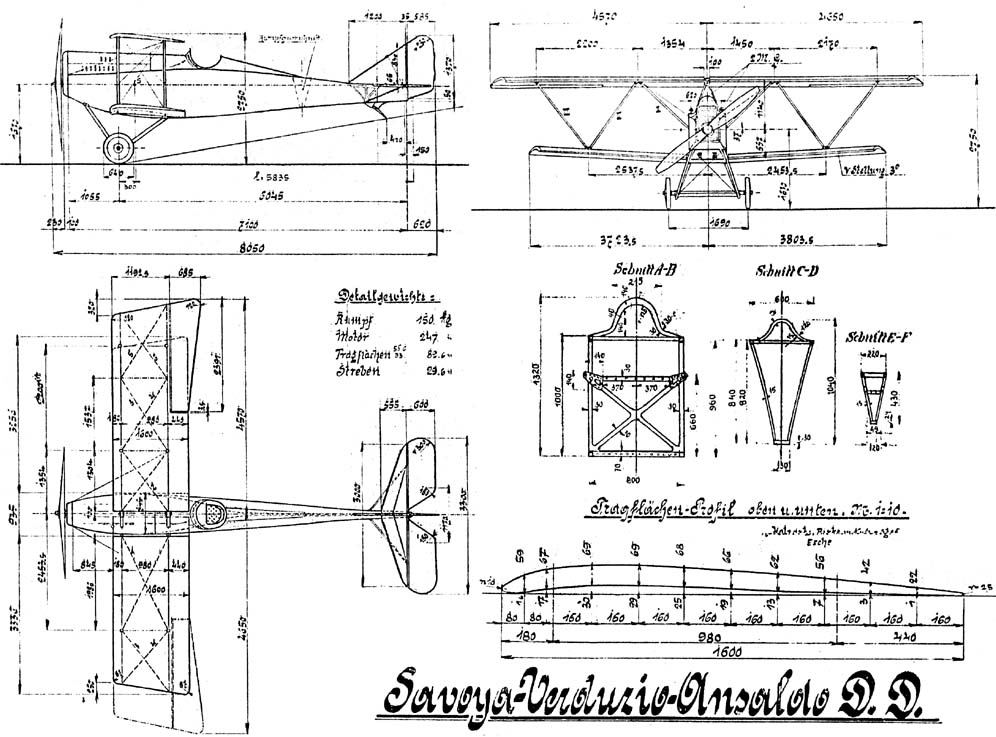
Ansaldo SVA bouwtekening

De  Ansaldo SVA was een Italiaanse tweedekker verkenner. Het eenmotorige toestel was ontworpen als gevechtsvliegtuig tijdens de Eerste Wereldoorlog, maar bleek hiervoor ongeschikt. De uitstekende prestaties zoals snelheid, vliegbereik en dienstplafond maakten het vliegtuig echter bijzonder geschikt als verkenner en lichte bommenwerper. De eerste vlucht van de Ansaldo SVA vond plaats in 1917. 
De romp van de SVA was geheel gemaakt van hout, de vleugels hadden een doekbespanning. De twee vleugels waren niet, zoals gebruikelijk in die tijd, verbonden met spandraden, maar met een constructie van houten vakwerkstaven. Het vliegtuig werd voortgestuwd door een watergekoelde zescilinder lijnmotor van 200 pk (150 kW).
Het toestel heeft dienstgedaan in de luchtstrijdkrachten van vijftien landen. 

## Varianten
- SVA.1 – eenmalig prototype
- SVA.2 - productie toestellen (65 gebouwd)
  - ISVA - (Idroplane - "watervliegtuig") 50 stuks met drijver-onderstel gebouwd voor de Italiaanse marine
- SVA.3 - AER-gebouwde SVA.4
  - SVA.3 Ridotto – lichte snel klimmende jager speciaal gemaakt voor het onderscheppen van Zeppelins.
- SVA.4 – productieversie,  één machinegeweer was verwijderd om gewicht te sparen voor een gemonteerde camera.
- SVA.5 – definitieve productieversie
- SVA.6 – bommenwerper prototype
- SVA.8 – eenmalig prototype; nadere gegevens ontbreken
- SVA.9 – ongewapende tweezitter trainer en verkenner met grotere vleugels.
- SVA.10 – tweezitter met 250 pk Isotta Fraschini motor, uitgerust met één voorwaarts vurend Vickers machinegeweer en achterin één beweegbaar Lewis machinegeweer.